# Lisors
Lisors est une commune française située dans le département de l'Eure, en région Normandie.

## Géographie

### Localisation
Lisors est une commune du Nord-Est du département de l'Eure en région Normandie. Proche de la Seine-Maritime et, dans une moindre mesure, de l'Oise, elle occupe la bordure sud de la forêt de Lyons. À ce titre, elle appartient à la région naturelle du pays de Lyons, tout en jouxtant celle du Vexin normand. Le Nord du territoire est recouvert dans sa quasi-intégralité par la forêt tandis que dans le sud, celle-ci présente un caractère beaucoup plus morcelé. En effet, le paysage voit se développer d'importantes carrières dans lesquelles la présence accrue de grandes cultures témoigne de l'influence du Vexin normand.
À vol d'oiseau, le bourg de la commune est à 12 km au nord-est des Andelys, à 23,5 km au nord-ouest de Gisors, à 29,5 km au sud-est de Rouen et à 43 km au nord-est d'Évreux.
|              | Lyons-la-Forêt   |                |
| Touffreville | Lisors           | Puchay Coudray |
|              | Mesnil-Verclives |                |

### Voies de communication et transports
Lisors est traversée par la départementale 12 qui relie Étrépagny à l'est et Charleval, à l'ouest, via la départementale 321.
Par ailleurs, à l'ouest de la commune, passe la départementale 2 qui relie Lyons-la-Forêt au nord et Écouis au sud.

### Hydrographie
La commune est située dans le bassin Seine-Normandie. Elle est drainée par le Fouillebroc et le fossé 01 de la commune de Mesnil-Verclives,,.

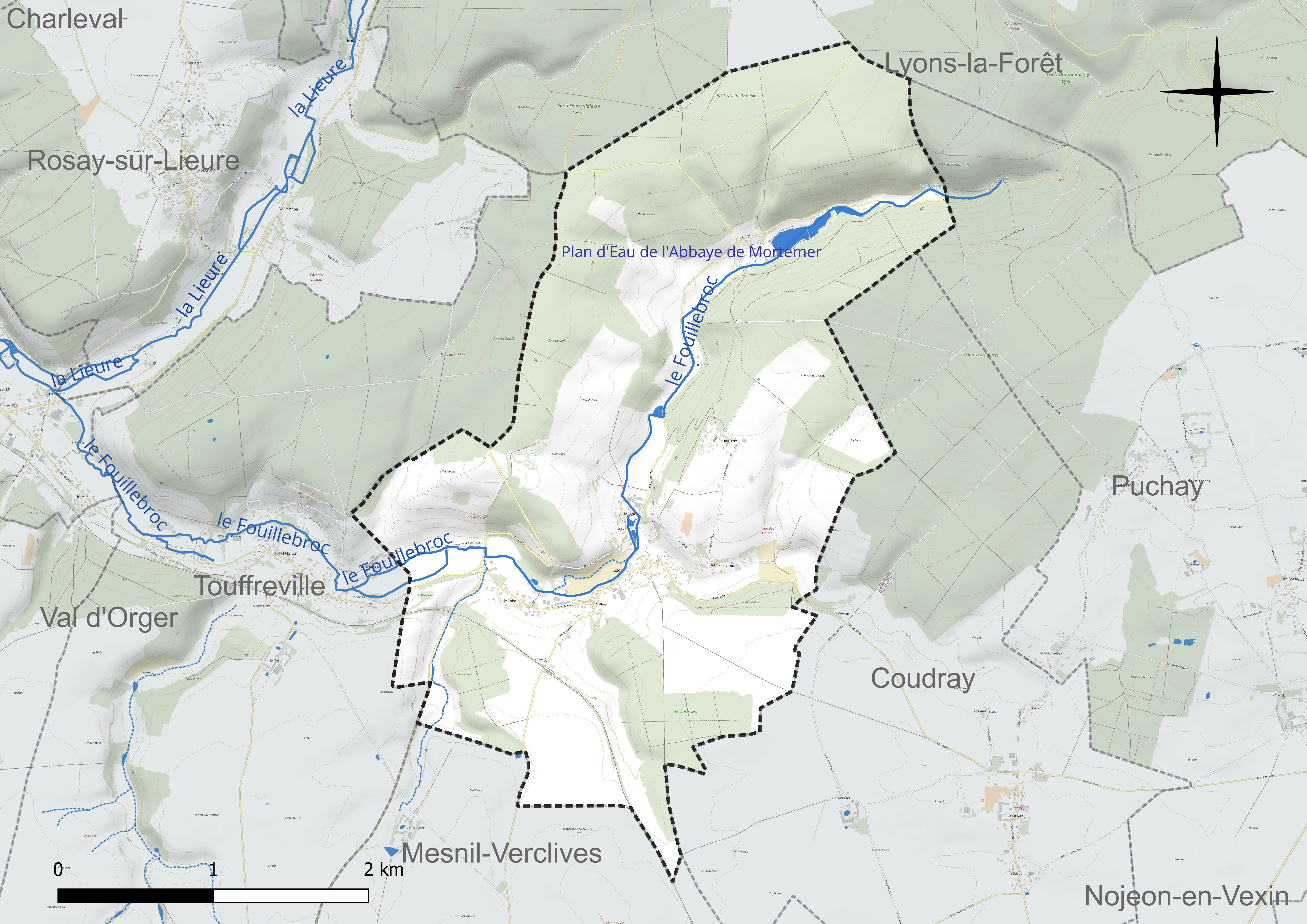
Réseau hydrographique de Lisors.

Un plan d'eau complète le réseau hydrographique : le plan d'eau de l'Abbaye de Mortemer (2,4 ha),.

### Climat
Pour des articles plus généraux, voir Climat de la Normandie et Climat de l'Eure.
En 2010, le climat de la commune est de type climat océanique dégradé des plaines du Centre et du Nord, selon une étude du CNRS s'appuyant sur une série de données couvrant la période 1971-2000. En 2020, Météo-France publie une typologie des climats de la France métropolitaine dans laquelle la commune est exposée à un climat océanique et est dans la région climatique  Côtes de la Manche orientale, caractérisée par un faible ensoleillement (1 550 h/an) ; forte humidité de l’air (plus de 20 h/jour avec humidité relative > 80 % en hiver), vents forts fréquents. Parallèlement le GIEC normand, un groupe régional d’experts sur le climat, différencie quant à lui, dans une étude de 2020, trois grands types de climats pour la région Normandie, nuancés à une échelle plus fine par les facteurs géographiques locaux. La commune est, selon ce zonage, exposée à un « climat des plateaux abrités », correspondant aux plaines agricoles de l’Eure, avec une pluviométrie beaucoup plus faible que dans la plaine de Caen en raison du double effet d’abri provoqué par les collines du Bocage normand et par celles qui s’étendent sur un axe du Pays d'Auge au Perche.
Pour la période 1971-2000, la température annuelle moyenne est de 10,5 °C, avec  une amplitude thermique annuelle de 14,2 °C. Le cumul annuel moyen de précipitations est de 779 mm, avec 12,4 jours de précipitations en janvier et 8,4 jours en juillet. Pour la période 1991-2020, la température moyenne annuelle observée sur la station météorologique la plus proche, située sur la commune d'Étrépagny à 11 km à vol d'oiseau, est de 11,3 °C et le cumul annuel moyen de précipitations est de 774,0 mm,. Pour l'avenir, les paramètres climatiques de la commune estimés pour 2050 selon différents scénarios d’émission de gaz à effet de serre sont consultables sur un site dédié publié par Météo-France en novembre 2022.

## Urbanisme

### Typologie
Au 1er janvier 2024, Lisors est catégorisée commune rurale à habitat dispersé, selon la nouvelle grille communale de densité à 7 niveaux définie par l'Insee en 2022.
Elle est située hors unité urbaine. Par ailleurs la commune fait partie de l'aire d'attraction de Paris, dont elle est une commune de la couronne,. 

### Occupation des sols
L'occupation des sols de la commune, telle qu'elle ressort de la base de données européenne d’occupation biophysique des sols Corine Land Cover (CLC), est marquée par l'importance des territoires agricoles (48,5 % en 2018), en augmentation par rapport à 1990 (47,6 %). La répartition détaillée en 2018 est la suivante : 
forêts (46,2 %), terres arables (41,7 %), zones urbanisées (5,3 %), prairies (4,4 %), zones agricoles hétérogènes (2,4 %). L'évolution de l’occupation des sols de la commune et de ses infrastructures peut être observée sur les différentes représentations cartographiques du territoire : la carte de Cassini (XVIIIe siècle), la carte d'état-major (1820-1866) et les cartes ou photos aériennes de l'IGN pour la période actuelle (1950 à aujourd'hui).

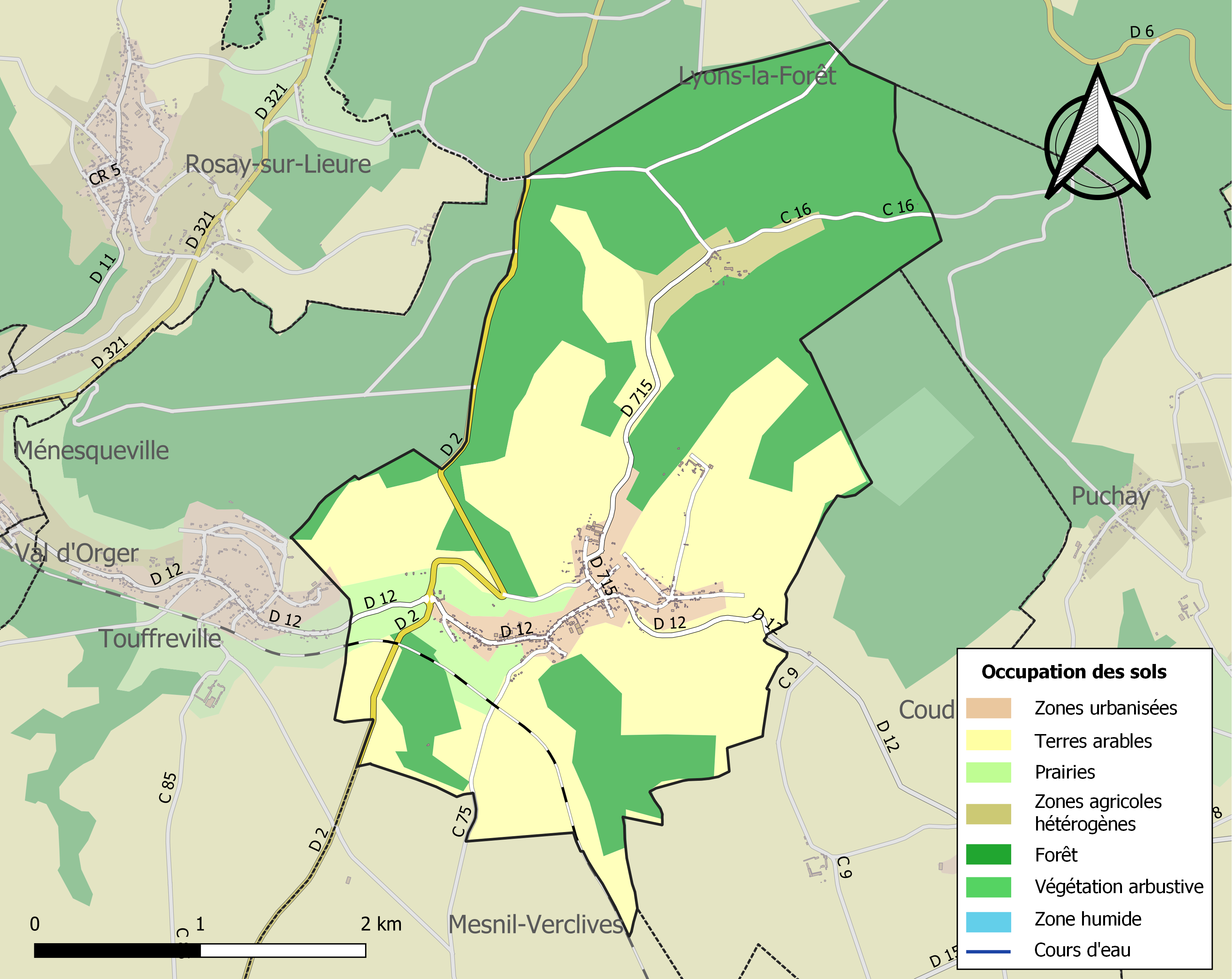
Carte des infrastructures et de l'occupation des sols de la commune en 2018 (CLC).

## Toponymie
Le nom de la localité est attesté sous les formes Lisort en 1190 (charte de Robert de Meulan), Lisorts en 1219, Lysorcium en 1248 (Trésor des chartes), Lysorz en 1256 (ch. de Guill. Crespin et p. d’Eudes Rigaud), Lisorcium en 1308, Lizors en 1312 (charte de Philippe le Bel), Lisores en 1469, Lizores en 1586 (procès-verbal de réformation de la coustume).
Apparemment ce toponyme se décompose en deux éléments Lis-ort. Le second élément est vraisemblablement le produit de l'évolution phonétique du gaulois *ritu « gué » qui a régulièrement abouti à la finale -or en français,, lorsque le premier élément du composé se termine par -o, à savoir o-ritu. On trouve diverses graphies pour cette terminaison : -ort, -ord, -ors, comme : Gisors (Eure, Gisortis 968), Jort (Calvados, *Divoritum > *Dioritum, c'est-à-dire « gué de la Dives »), Niort (Deux-Sèvres, Novioritum), Grenord (Charente, Grenort 1764, c'est-à-dire « gué de la Grêne »), les différents Chambord, etc. Le mot celtique *ritu- s'est perpétué encore sous la forme du vieux breton rit, ret, du vieux cornique rid et subsiste en gallois rhyd (vieux gallois rit) qui signifient tous « gué, endroit guéable ». Cette explication est en accord avec la topographie, puisque Lisors est précisément traversé par le ruisseau du Fouillebroc, sur lequel se trouvait sans doute un gué à cet endroit.
La nature du premier élément Lis- est plus complexe à déterminer, étant donné l'absence de formes suffisamment anciennes et bien caractérisées. Il s'agit peut-être d'un radical *Leso- que l'on retrouverait dans Lison (Calvados). *Leso- / *Liso- est peut-être un hydronyme pré-celtique ou gaulois, plus précisément le nom primitif du Fouillebroc, nom plus récent d'origine germanique et qui a remplacé le nom primitif de la rivière, car il existe plusieurs cours d'eau nommés Lison. Dans ce cas, il s'agit d'un composé toponymique construit sur le même modèle que Jort (Calvados, sans doute ancien *Divoritum > *Dioritum, cf. latin diurnum > AF jorn > jour, c'est-à-dire « gué de la Dives ») ou Grenord (Charente, Grenort 1764, c'est-à-dire « gué de la Grêne »), d'où un sens global possible de « gué de la *Leso / *Liso ».

## Histoire
Une famille de Lisours (de Lisoures, de Lisures, de Lusoriis, de Lizours), attestée depuis 1066, se retrouve en Angleterre ; peut-être tire-t-elle son nom de Lisors, à moins qu'il ne s'agisse plutôt de Lisores dans le pays d'Auge, près de Vimoutiers. Elle s'allie à la famille de Lacy. Le défenseur de Château-Gaillard, Roger de Lacy, descendait de Robert de Lisours par sa grand-mère Aubrée. Du XIIe siècle jusqu'en 1367, Lisors appartenait à la famille Crespin, qui étaient barons d'Étrépagny. Bienfaiteurs de l'abbaye de Mortemer, ils étaient enterrés dans l'église abbatiale.

## Héraldique
| Armes de Lisors | Ces armes peuvent se blasonner ainsi aujourd’hui : d'azur à trois bouquets de trois épis de blé liés d'or en forme de fleur de lys, au chef d'argent chargé de trois fleurs de lin d'azur, tigées et feuillées de sinople. |

## Politique et administration

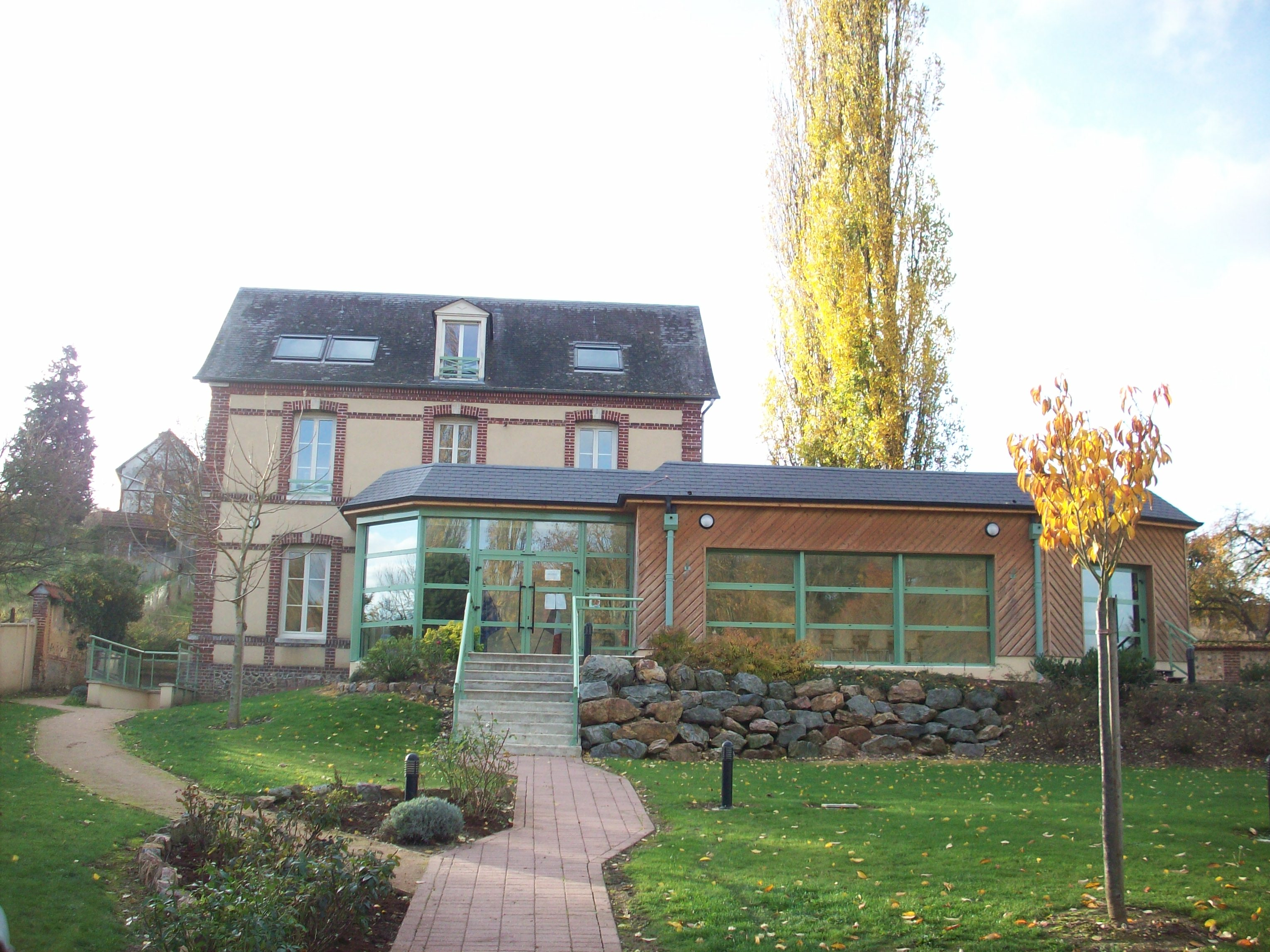
Mairie.

| Période                                  | Période   | Identité      | Étiquette | Qualité     |
| ---------------------------------------- | --------- | ------------- | --------- | ----------- |
| mars 2001                                | mars 2008 | Guy Dumont    |           |             |
| mars 2008                                | mars 2014 | André Olivier |           |             |
| mars 2014                                | En cours  | Regis Ouine   | SE        | Agriculteur |
| Les données manquantes sont à compléter. |           |               |           |             |

## Démographie
L'évolution du nombre d'habitants est connue à travers les recensements de la population effectués dans la commune depuis 1793. Pour les communes de moins de 10 000 habitants, une enquête de recensement portant sur toute la population est réalisée tous les cinq ans, les populations de référence des années intermédiaires étant quant à elles estimées par interpolation ou extrapolation. Pour la commune, le premier recensement exhaustif entrant dans le cadre du nouveau dispositif a été réalisé en 2005.

En 2022, la commune comptait 299 habitants, en évolution de −14,57 % par rapport à 2016 (Eure : −0,25 %, France hors Mayotte : +2,11 %).
| 1793 | 1800 | 1806 | 1821 | 1831 | 1836 | 1841 | 1846 | 1851 |
| ---- | ---- | ---- | ---- | ---- | ---- | ---- | ---- | ---- |
| 525  | 470  | 519  | 586  | 529  | 526  | 536  | 542  | 495  |

| 1856 | 1861 | 1866 | 1872 | 1876 | 1881 | 1886 | 1891 | 1896 |
| ---- | ---- | ---- | ---- | ---- | ---- | ---- | ---- | ---- |
| 498  | 470  | 425  | 402  | 411  | 396  | 370  | 363  | 327  |

| 1901 | 1906 | 1911 | 1921 | 1926 | 1931 | 1936 | 1946 | 1954 |
| ---- | ---- | ---- | ---- | ---- | ---- | ---- | ---- | ---- |
| 343  | 348  | 367  | 339  | 316  | 304  | 271  | 266  | 282  |

| 1962 | 1968 | 1975 | 1982 | 1990 | 1999 | 2005 | 2006 | 2010 |
| ---- | ---- | ---- | ---- | ---- | ---- | ---- | ---- | ---- |
| 243  | 250  | 265  | 264  | 274  | 332  | 360  | 367  | 353  |

| 2015 | 2020 | 2022 | - | - | - | - | - | - |
| ---- | ---- | ---- | - | - | - | - | - | - |
| 349  | 319  | 299  | - | - | - | - | - | - |

## Culture locale et patrimoine

### Lieux et monuments
La commune de Lisors compte un édifice classé au titre des monuments historiques :
- l'abbaye de Mortemer (XIIe, XIIIe, XVIe et XVIIIe),  Classé MH (1966)[28]. Il s'agit d'une ancienne abbaye cistercienne fondée vers 1135 sous le règne d'Henri Ier Beauclerc, roi d'Angleterre et duc de Normandie, peu avant sa mort à Lyons-la-Forêt. Elle est aujourd'hui propriété de Mme Caffin et abrite un musée des légendes et fantômes. Le classement comprend les vestiges, y compris le tombeau d'Eve d'Harcourt et les sols correspondant aux anciens bâtiments.

L'abbaye de Mortemer
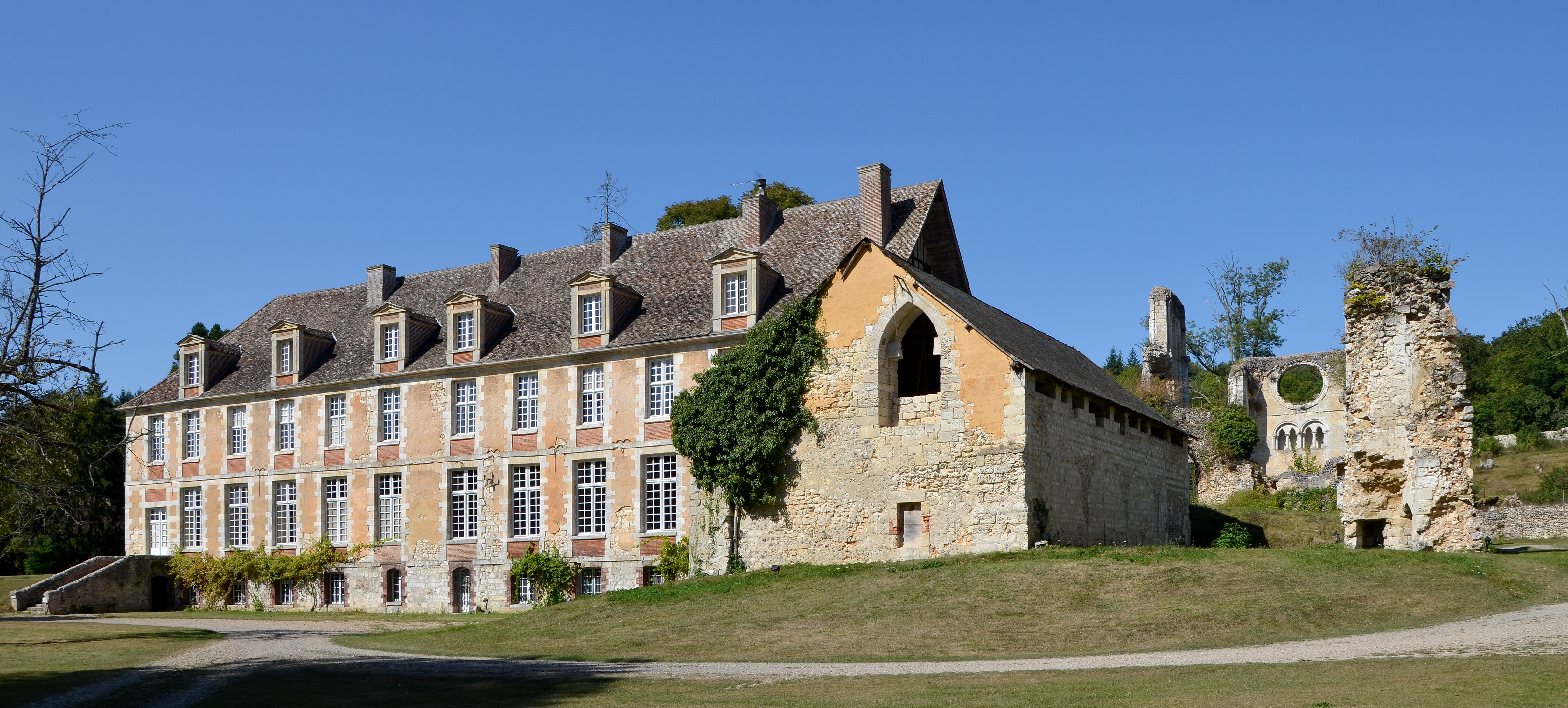
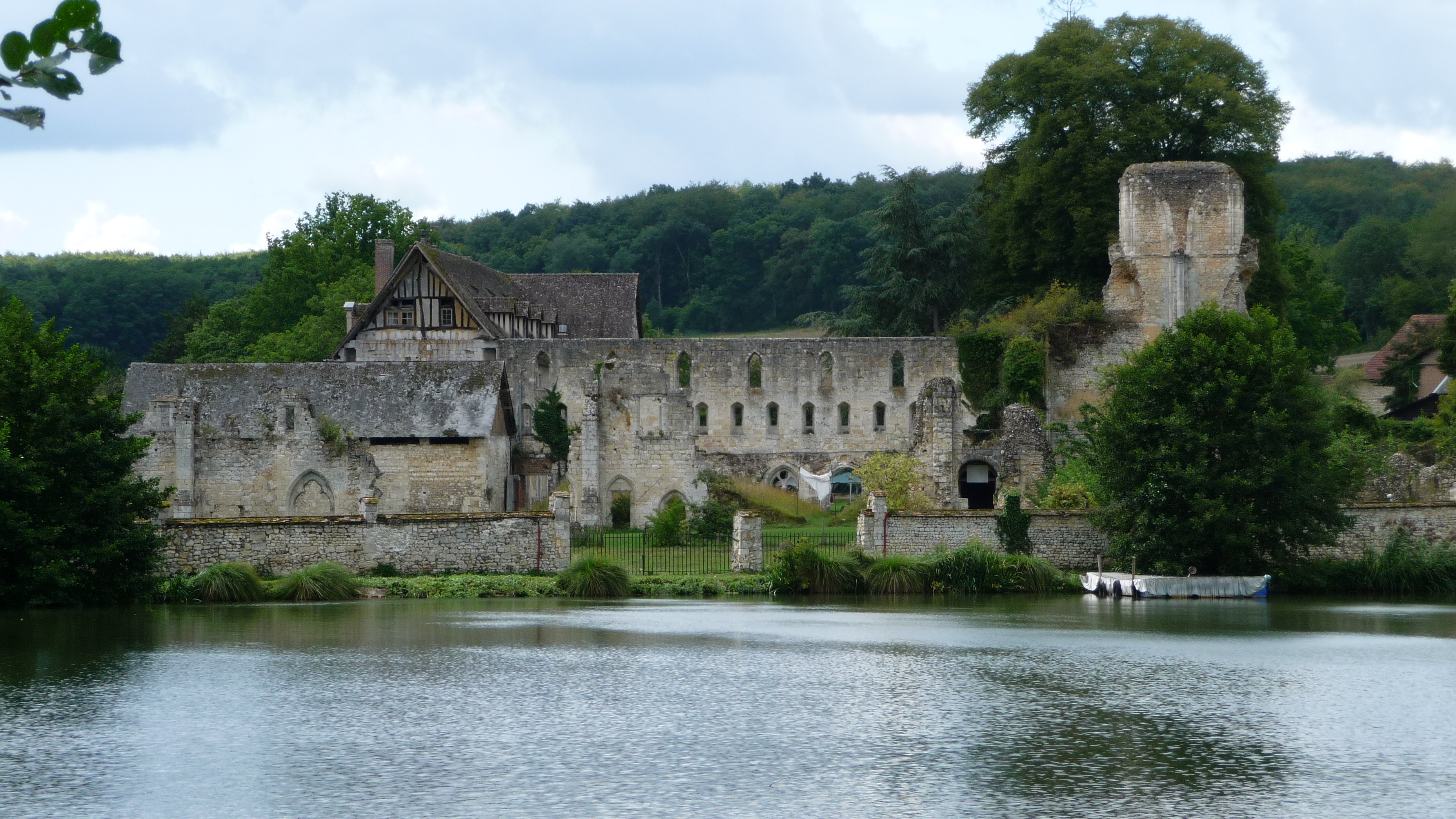
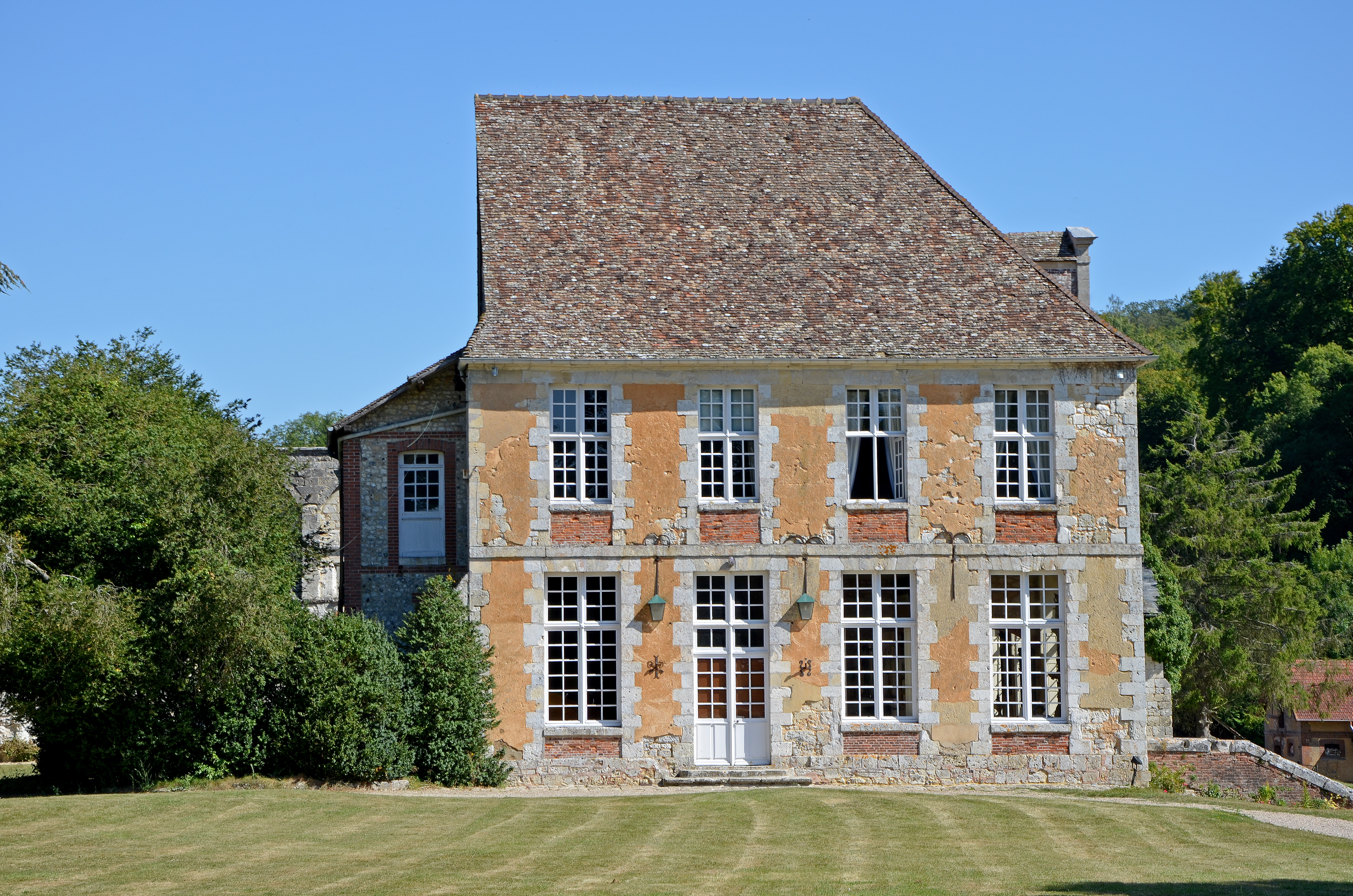
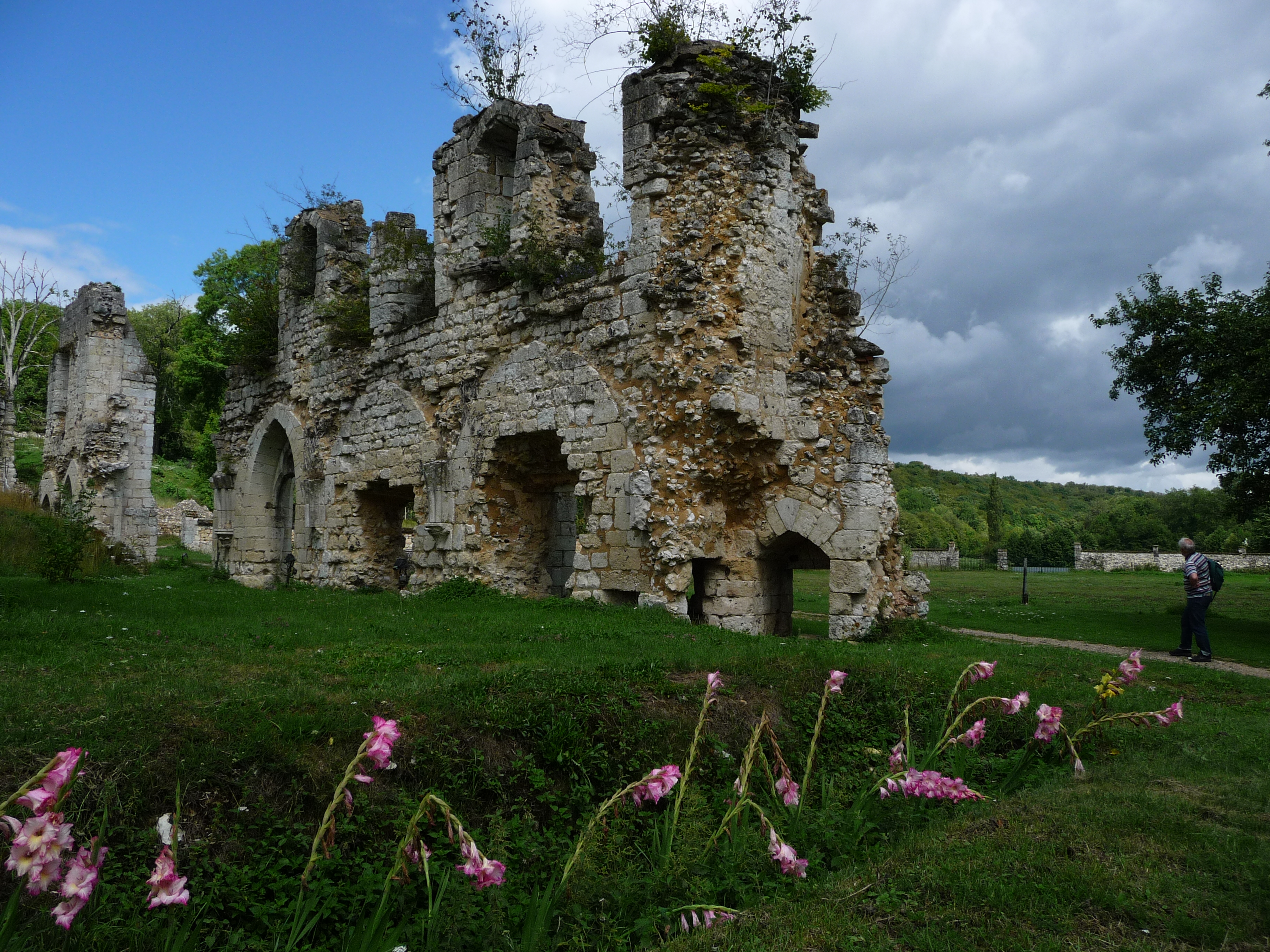
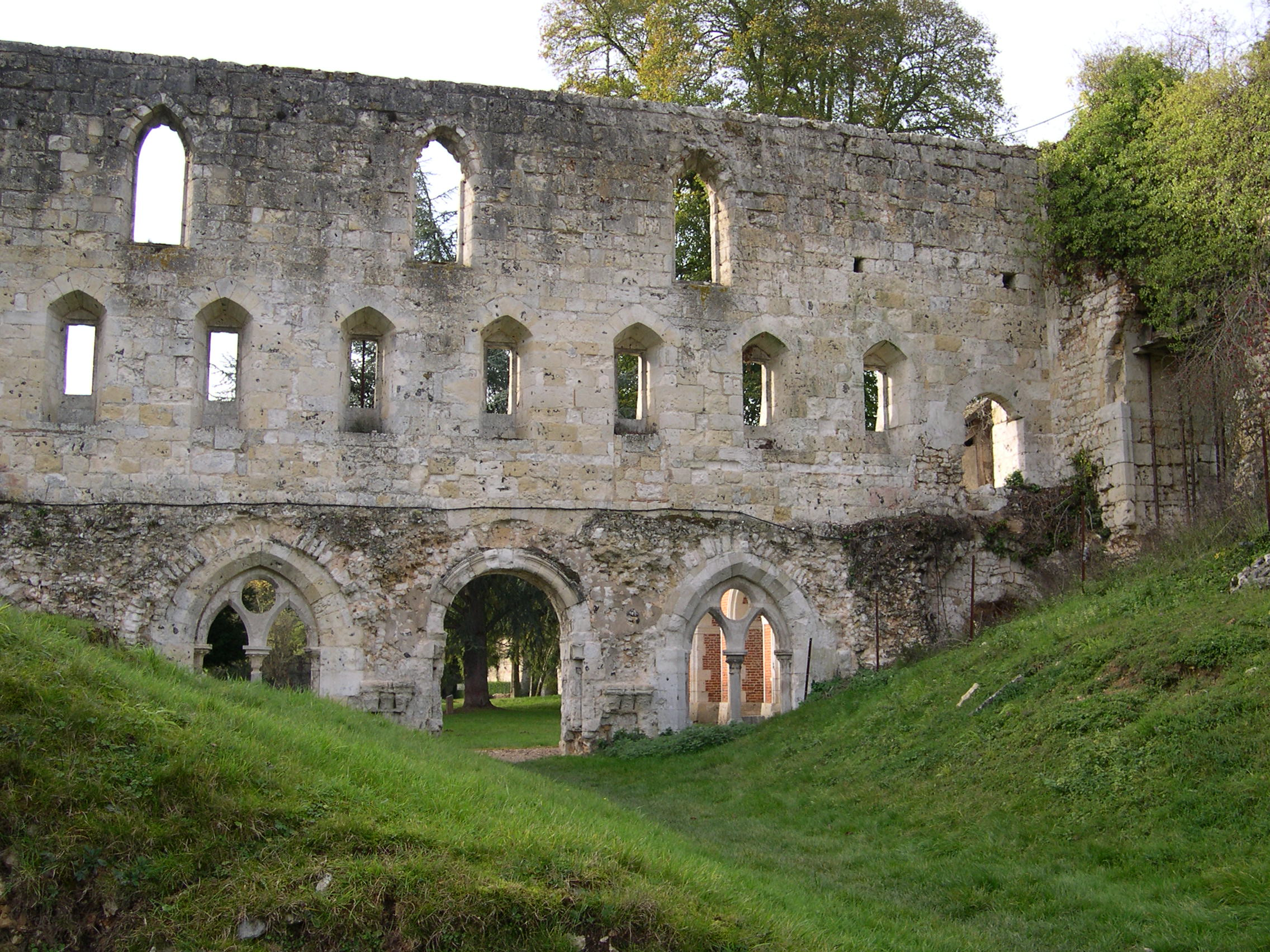
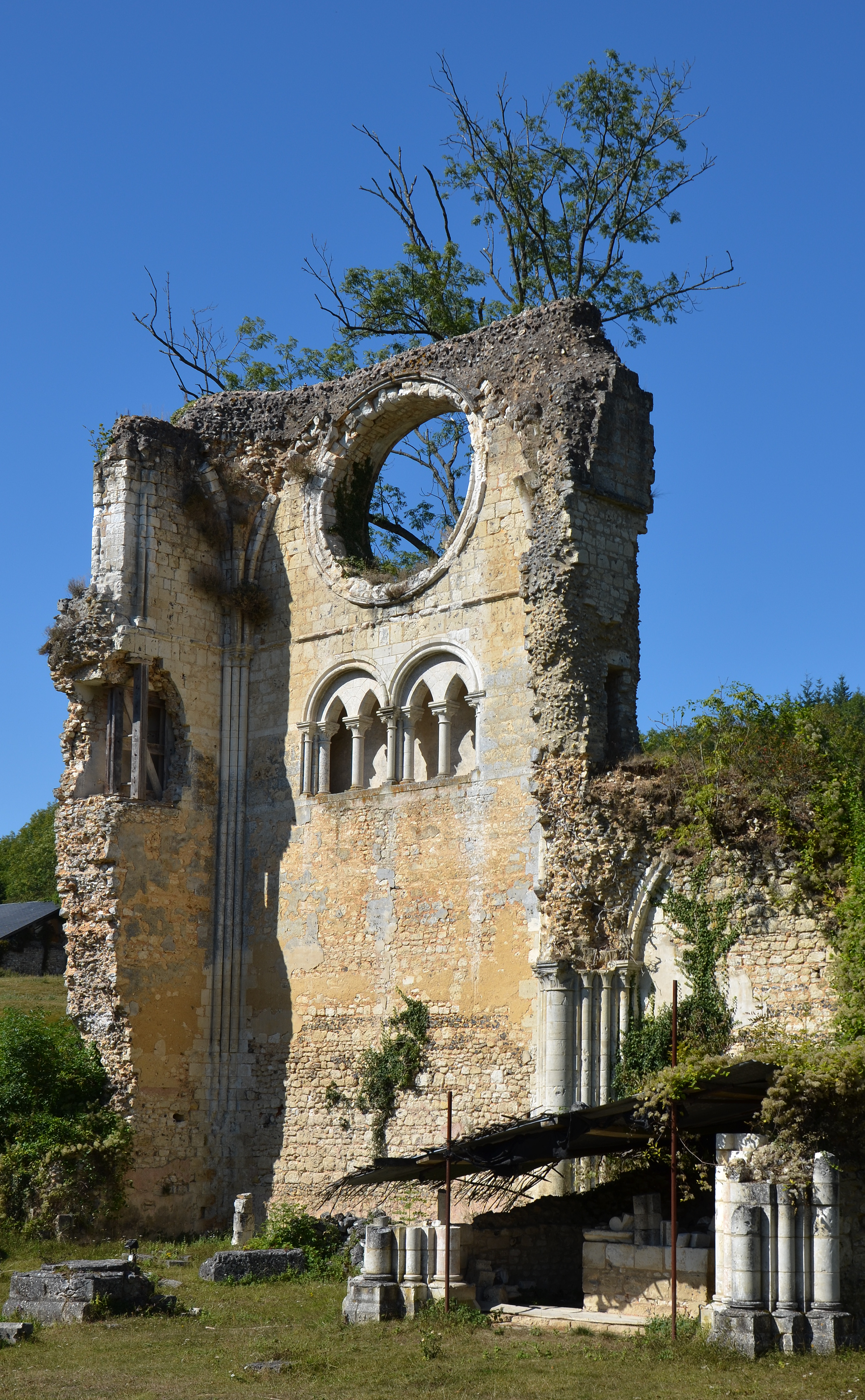
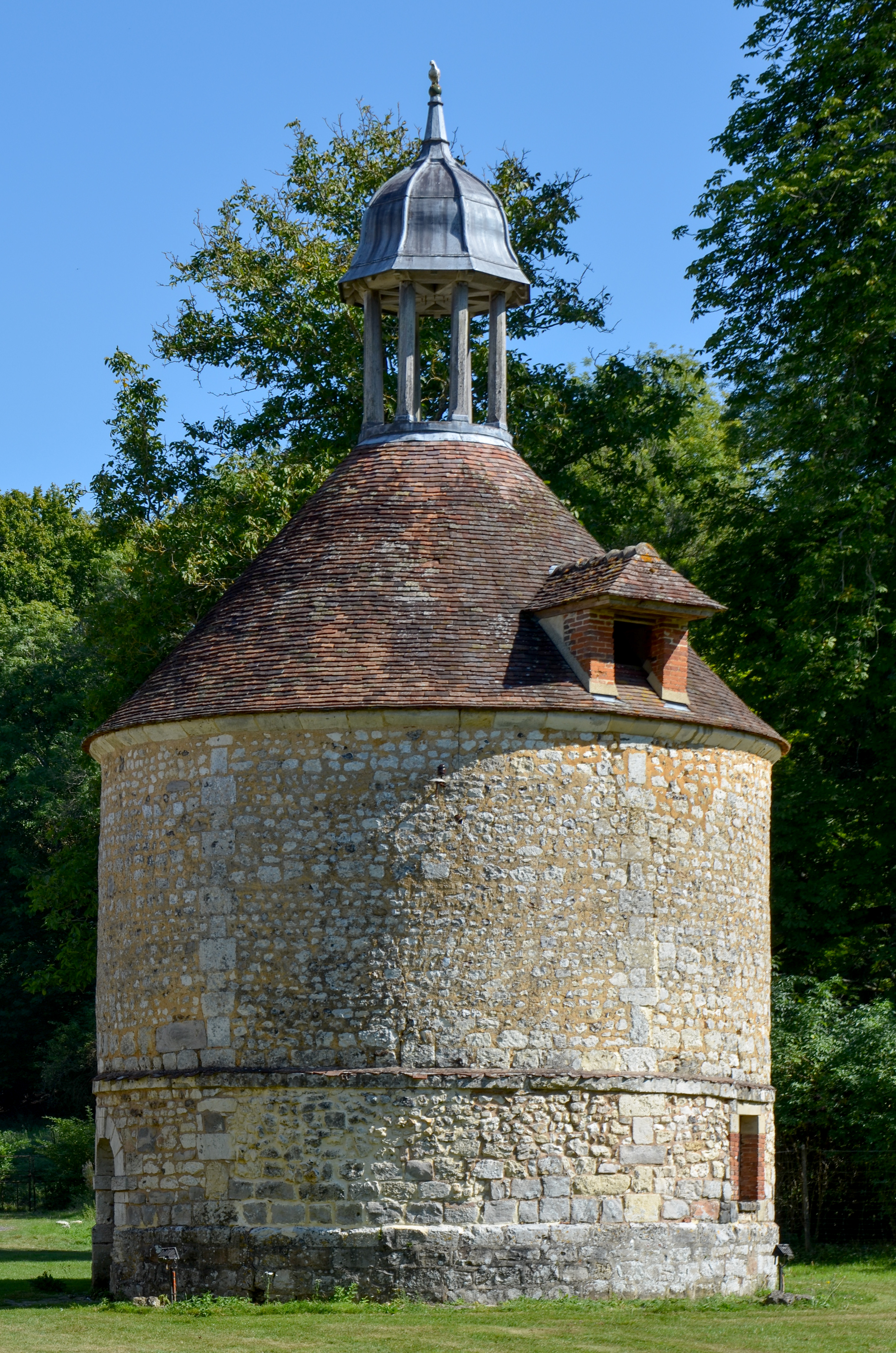

Par ailleurs, plusieurs autres édifices sont inscrits à l'inventaire général du patrimoine culturel :

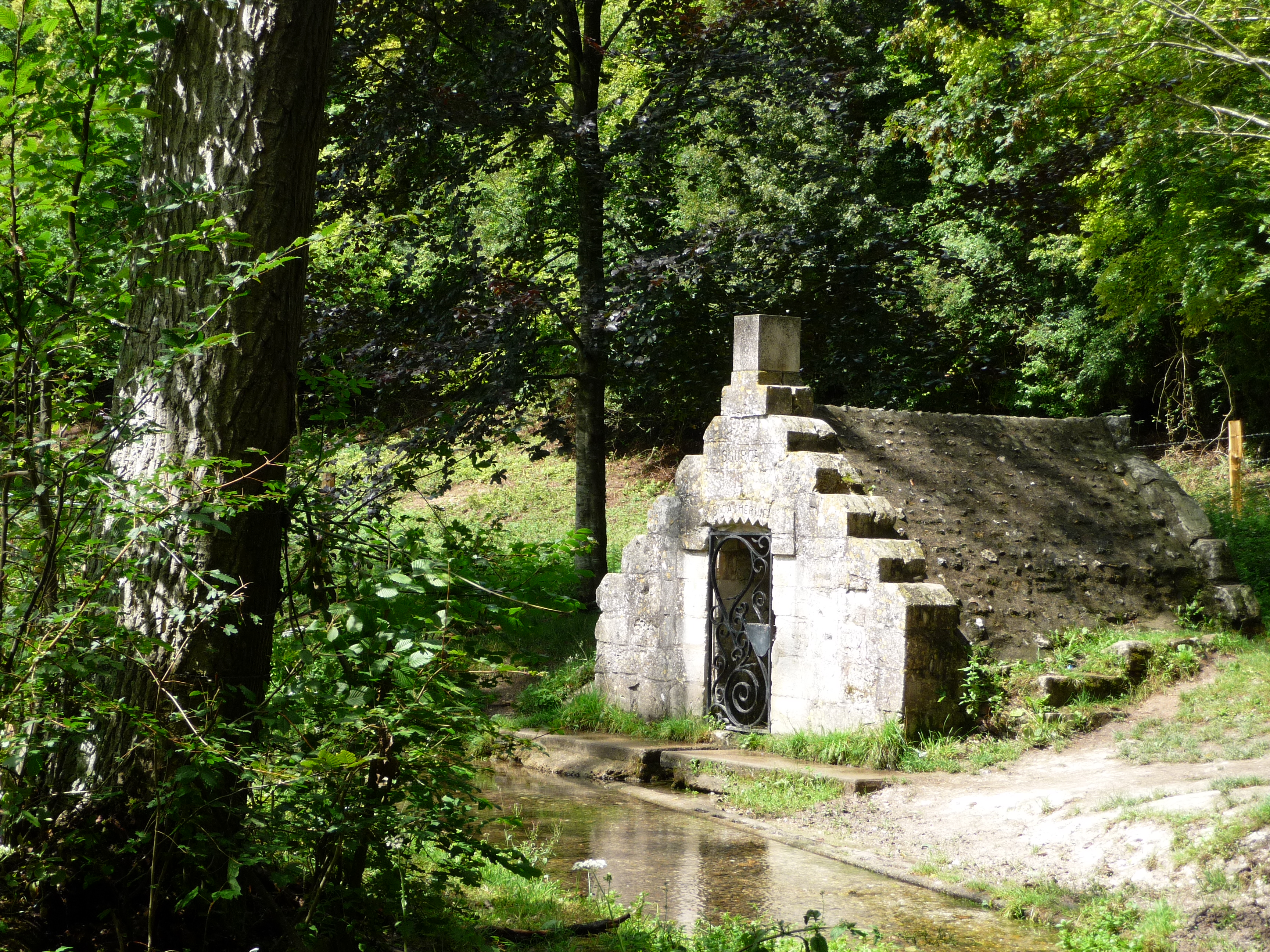
La fontaine Sainte-Catherine.

- l'église Saint-Martin (XIe, XVe et XIXe)[29]. Le mur nord de la nef, qui conserve quelques vestiges du XIe siècle, a été reconstruit à la fin du XVe siècle en pierre et silex. La nef porte la date de dédicace 1492. Enfin, la façade clocher et la sacristie ont été construits par Georges-Paul Roussel, architecte à Louviers de 1875 à 1881 ;
- la fontaine de dévotion Sainte-Catherine au lieu-dit les Fosses Gloriettes[30]. Cette fontaine, située sur les bords du Fouillebroc, fait l'objet d'un pèlerinage populaire de filles à marier ;
- un château des XVIIIe et XIXe siècles au lieu le Logis[31] ;
- un château des XVIe, XVIIe et XVIIIe siècles au lieu-dit le Bois Préau[32] ;
- une croix monumentale des XIIe et XIXe siècles au lieu le Logis[33]. La base de la croix est formée d'un chapiteau provenant probablement de l'abbaye de Mortemer ;
- une maladrerie-ferme du XVIIe siècle au lieu-dit le Coisel[34].

### Patrimoine naturel

#### Sites inscrits
- La chapelle, l'église et les tilleuls  Site inscrit (1935)[35].
- L'abbaye de Mortemer  Site inscrit (1943)[36].